# William Vincent Fitzgerald
 William Vincent Fitzgerald  ( 1867 - 1929 ) fue un botánico australiano.
En 1903 es miembro de la "Western Australian Royal Commission on Forests" "Real Comisión de Forestales de Australia Occidental, y en 1904 miembro del "State Forests Advisory Board", y en 1905 miembro del "Servicio de Trigonometría de Kimberley".
Fallece a los 62 años, mientras exploraba "Bismark Ranges" en Papúa Nueva Guinea.

## Algunas publicaciones
- 1905a. Diary of expeditions to the Kimberley 1905-6. 1 vol.
- 1905b. Letters to M. Koch 1905-8. 14 pp. 58(044) Fit[2]
- Maslin, BR; RS Cowan, †WV Fitzgerald. 1994. William Vincent Fitzgerald's species of Acacia (Leguminosae : Mimosoideae) : typification of names. Western Australian Herbarium

### Libros
- 1918. The botany of the Kimberleys, North-West Australia. Ed. State Library of Victoria. 123 pp.

## Honores
En su honor se nombra la especie:
- (Sterculiaceae) Brachychiton fitzgeraldianus Guymer 1989[3]

- La abreviatura «W.Fitzg.» se emplea para indicar a William Vincent Fitzgerald como autoridad en la descripción y clasificación científica de los vegetales.[4]